# Hugin
Hugin és un programari multiplataforma de codi obert d'unió d'imatges (en anglès stitching -"cosit"- per crear imatges panoràmiques a partir d'altres de menors dimensions) desenvolupat per Pablo d'Angelo i altres, en una interfície gràfica d'usuari. L'assemblatge de les diverses fotos, preses des del mateix lloc, s'aconsegueix mitjançant l'ús de parelles de punts de control (un d'una foto i l'altre de la foto del costat i que corresponen al mateix punt real), per així alinear i transformar les fotos perquè puguin ser fusionades per formar una imatge més gran. Hugin permet la fàcil creació (opcionalment automàtica) dels punts de control, el resultat apareix en una finestra de vista prèvia perquè l'usuari pugui veure si el panorama és acceptable. Una vegada que la vista prèvia és correcta, el panorama pot ser totalment assemblat, transformat i desat en un format d'imatge estàndard.

## Exemples

Vista panoràmica de 360° d'un saló de banquets, el sostre està distorsionat
Les mateixes imatges bàsiques amb projecció d'ull de peix i diferent angle de visió